# Przyziemek kozionogi

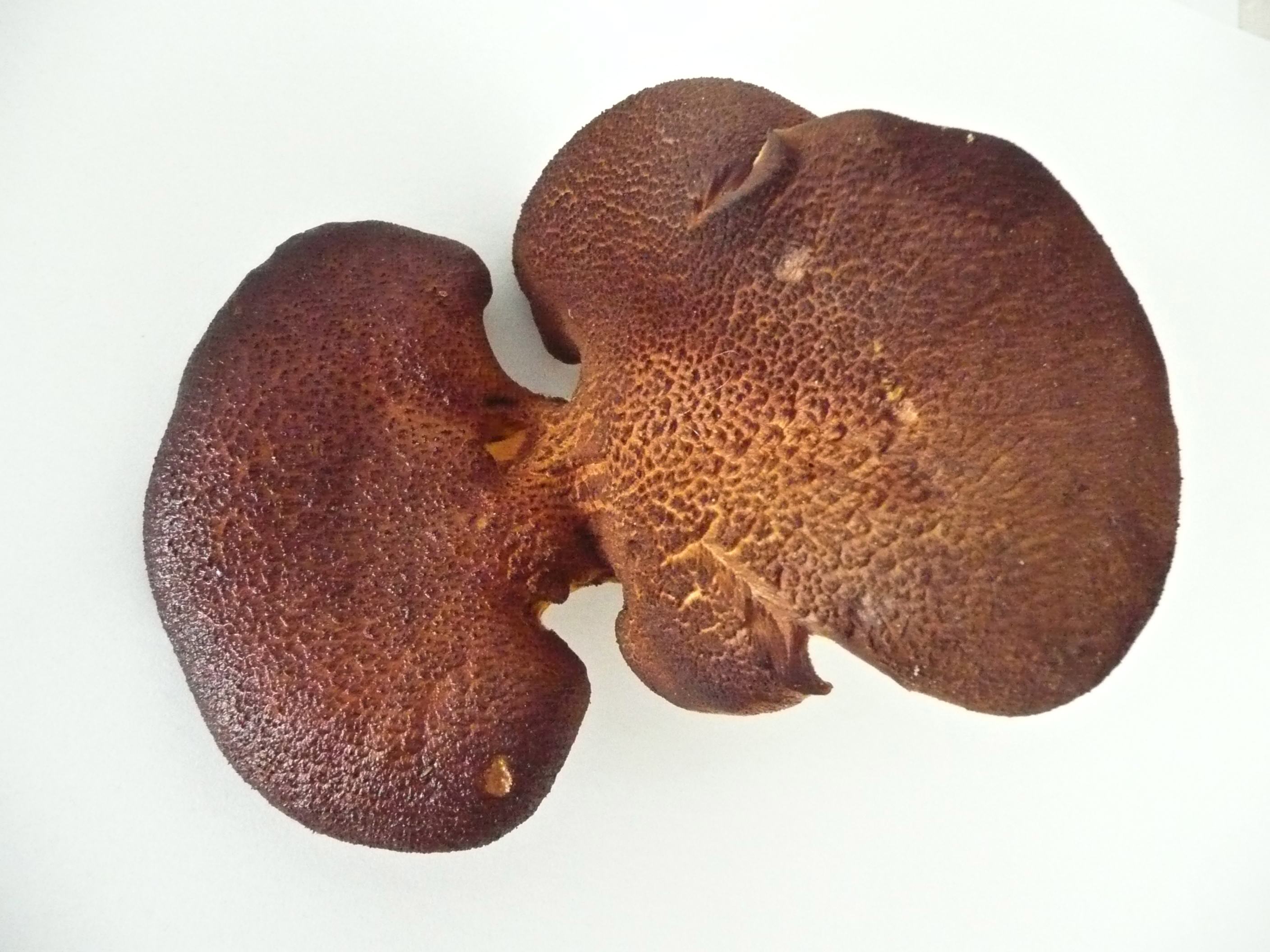

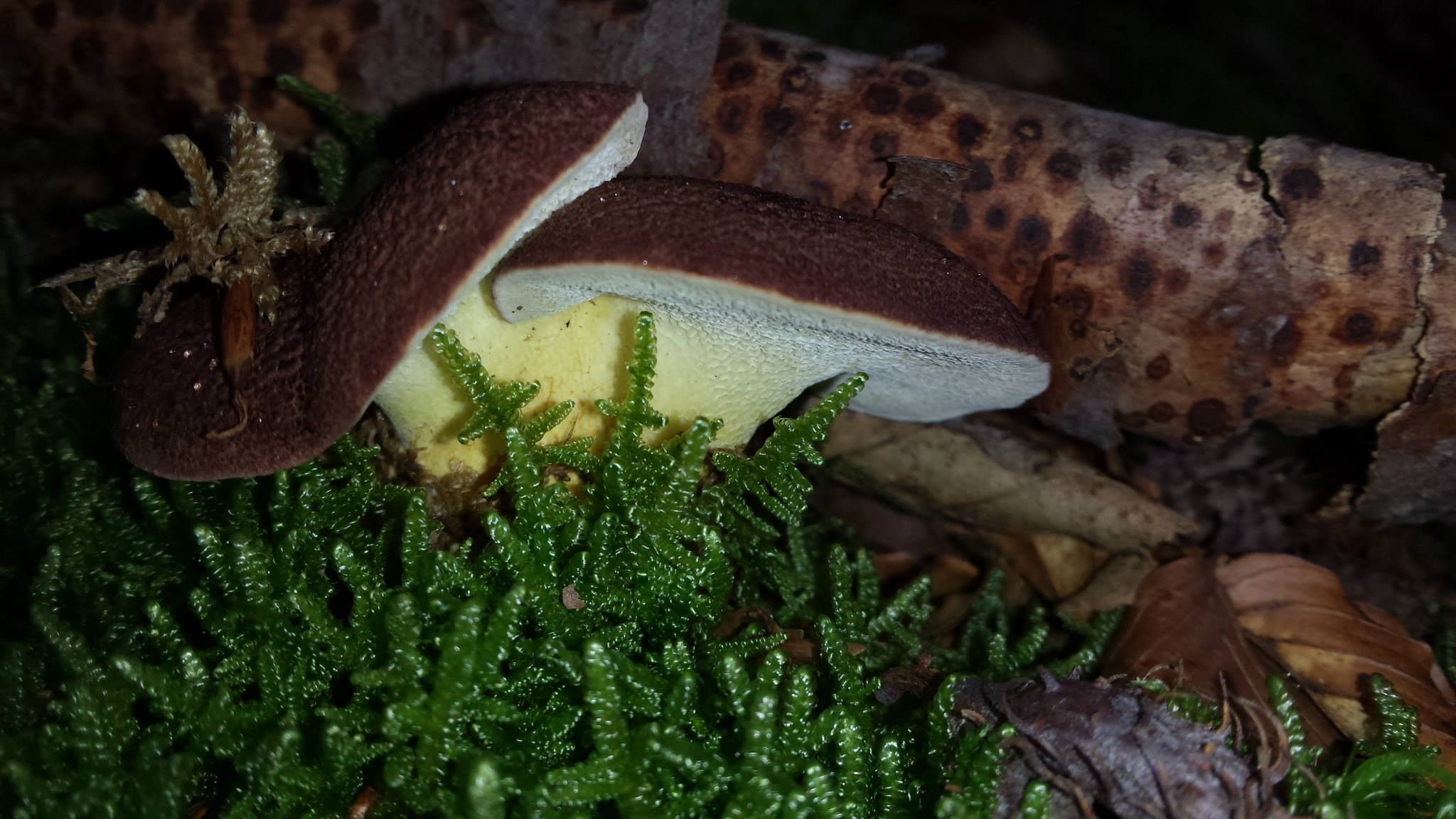

Przyziemek kozionogi (Scutiger pes-caprae (Pers.) Bondartsev & Singer) – gatunek grzybów z rzędu gołąbkowców (Russulales).

## Systematyka i nazewnictwo
Pozycja w klasyfikacji według Index Fungorum: Scutiger, Albatrellaceae, Russulales, Incertae sedis, Agaricomycetes, Agaricomycotina, Basidiomycota, Fungi.
Takson ten w 1818 r. opisał Christiaan Hendrik Persoon. Później zaliczany był do różnych rodzajów. Obecną nazwę nadali mu Appollinaris Semenovich Bondartsev i Rolf Singer w 1941 r.
Ma 13 synonimów. Niektóre z nich:
- Albatrellopsis pes-caprae (Pers.) Teixeira 1994
- Albatrellus pes-caprae (Pers.) Pouzar 1966
- Polypilus pes-caprae (Pers.) Teixeira 1992[2].

W 1967 r. Stanisław Domańskki nadał mu polską nazwę naziemek kozionogi, w 1983 r. Barbara Gumińska i Władysław Wojewoda zmienili ją na bielaczek czerwonawy, w 2003 r. W. Wojewoda zaakceptował nazwę podaną przez S. Domańskiego. Po przeniesieniu do rodzaju Scutiger nazwy te stały się niespójne z nazwą naukową. W 2024 r. Komisja ds. Polskiego Nazewnictwa Grzybów przy Polskim Towarzystwie Mykologicznym zarekomendowała nazwę przyziemek kozionogi.

## Morfologia
Kapelusz
O średnicy do 20 cm. Górna powierzchnia brązowa z małymi łuskami o szerokości 1–2 mm, składającymi się z wyprostowanych strzępek tworzących luźne kępki.
Hymenofor
Rurkowaty. Pory w stanie świeżym żółtawo-kremowe do różowawych, po wysuszeniu blado brązowawe, kanciaste, sześciokątne, przeważnie w liczbie 1–2 na mm, ale niektóre o średnicy do 2 mm średnicy, z cienkimi, poszarpanymi ostrzami.
Trzon
O wysokości do 8 cm i średnicy do 6 cm, prosty lub zgięty, ekscentryczny lub boczny, cylindryczny lub rozszerzający się ku u podstawie. Powierzchnia blado płowożółta lub z plamami o barwie od ciemnobrązowej do czerwonawo-brązowej, naga lub nieco łuskowata, w dolnej części siateczkowata.
Miąższ
Kremowy, jędrny, po wyschnięciu włóknisty, o grubości do 2 cm. Pod skórką występuje blado brązowawa warstewka o grubości do 3 mm.
Cechy mikroskopowe
System strzępkowy monomityczny. Strzępki miąższu w KOH szkliste, cienkościenne, często rozgałęzione, o średnicy 4–14 µm, ze sprzążkami i prostymi przegrodami. Strzępki w tramie podobne. Strzępki łusek powierzchniowych kapelusza często o pogrubionych ścianach, z wierzchołkami cylindrycznymi do maczugowatych, o średnicy 5–16 µm, z widocznymi sprzążkami, nieamyloidalne. Brak cystyd i innych sterylnych struktur hymenalnych. Podstawki maczugowate, 4-sterygmowe, 30–55 × 8–12 µm ze sprzążkami w podstawie. Bazydiospory szeroko elipsoidalne, wyraźnie wierzchołkowe, szkliste, gładkie, nieamyloidalne, 8–11 × 6–8 µm.

## Występowanie i siedlisko
Stwierdzono występowanie przyziemka kozionogiego w Ameryce Północnej, Środkowej, Europie i Azji. W. Wojewoda w 2003 r. przytacza 3 jego stanowiska w Polsce, wszystkie już historyczne (1891, 1956, 1962). Znajduje się na Czerwonej liście roślin i grzybów Polski. Ma status E – gatunek zagrożony wymarciem, którego przeżycie jest mało prawdopodobne, jeśli nadal będą działać czynniki zagrożenia.
Grzyb naziemny, prawdopodobnie mykoryzowy. Występuje w lasach iglastych, zwłaszcza pod sosnami.